# وست ویکام پارک

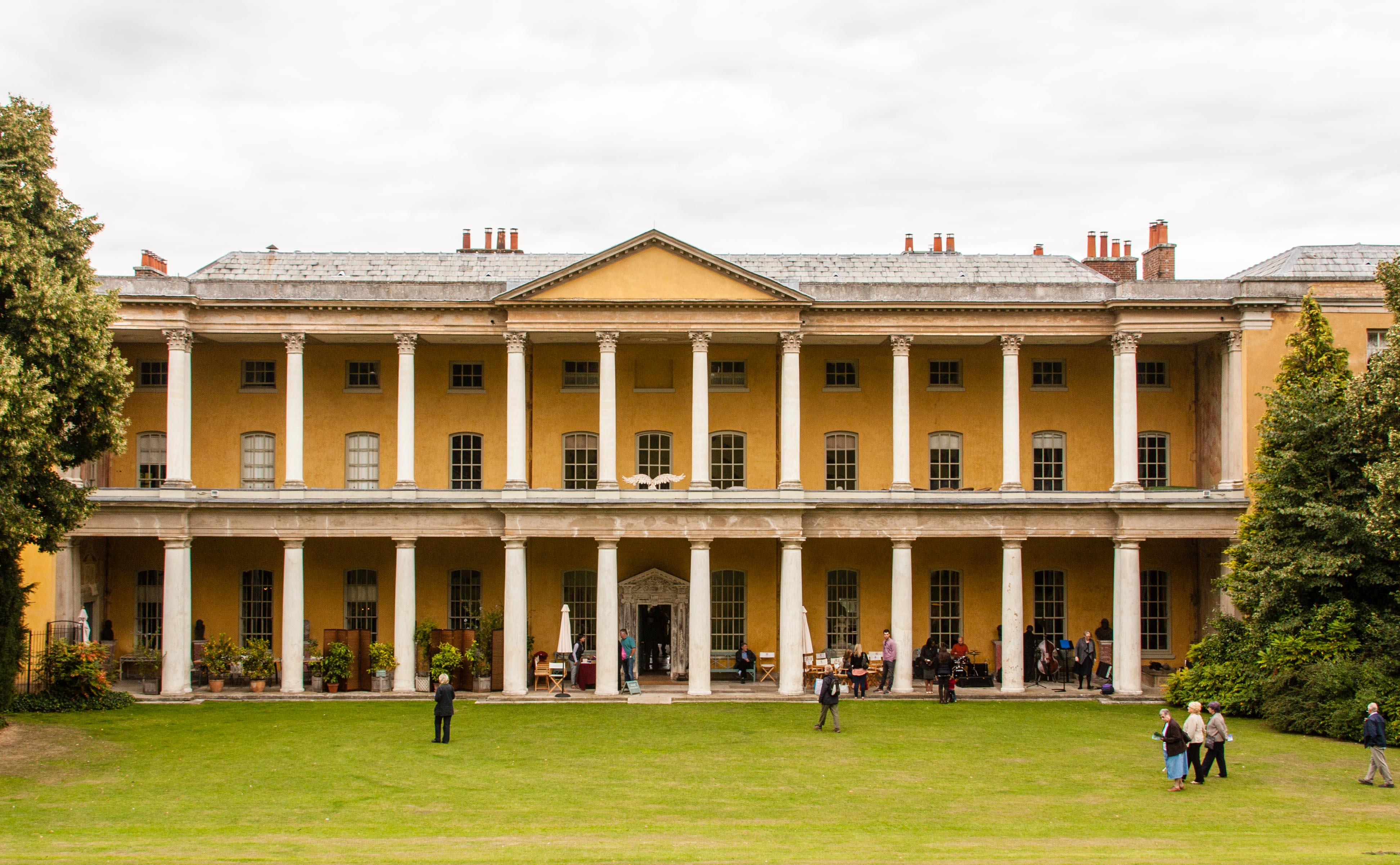
ردیف دوگانهٔ ستون‌های سنگی در جبههٔ جنوبی وست ویکام. طبقهٔ همکف این عمارت به شیوه توسکانی و طبقهٔ بالایی آن به شیوه کورینتی ساخته شده‌است و یک سنتوریِ برجسته در بالای ستون‌های طبقه دوم وجود دارد که در سبک معماری بریتانیایی در آن دوران، بسیار نامعمول است.

وست ویکام پارک (انگلیسی: West Wycombe Park) عمارتی مسکونی و تاریخی است که مابین سال‌های ۱۷۴۰ تا ۱۸۰۰ میلادی در روستای وست ویکام در باکینگهام‌شر ساخته شد.
این عمارت در قرن هجدهم میلادی به‌عنوان یک تفرجگاه و کاخ تفریحی برای لیبرتین و دوستدار تفننی هنر «بارونت دوم، سِر فرانسیس دَش‌وود» که دز آن هنگام، رئیس خزانه هم بود، ساخته شد و سبک‌های گوناگون معماری همچون معماری پالادیان، معماری نئوکلاسیک و معماری قرن هجدهم بریتانیا در آن بکار رفته‌است.
این عمارت تاریخی در زمرهٔ بناهای فهرست‌شدهٔ درجه اول جای می‌گیرد و در سال ۱۹۴۳ میلادی توسط «بارونت دهم، سِر جان دش‌وود» (۱۸۹۶–۱۹۶۶) به نشنال تراست واگذار شد که با مخالفت و دلخوری شدید وارثانش مواجه شد.